# نمش‌کرستور
نِمِش‌کرستور (به مجاری:  Nemeskeresztúr) یک شهرداری در مجارستان است که در واش واقع شده‌است. نمش‌کرستور ۱۲٫۱۷ کیلومتر مربع مساحت و ۲۸۵ نفر جمعیت دارد.